# Afro

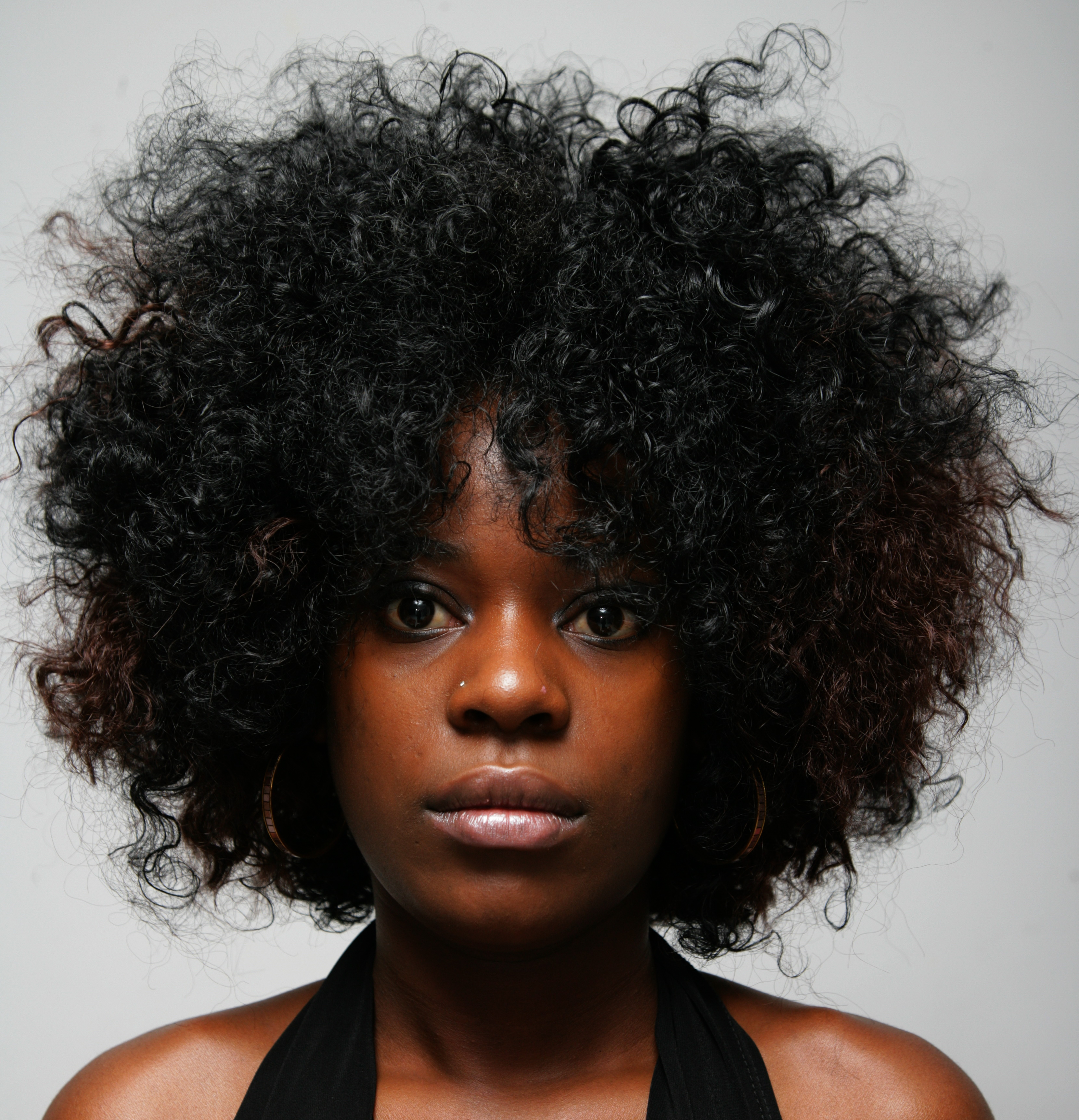
Kobieta z fryzurą afro

Afro – sposób ułożenia włosów. Są to włosy kręcone, ułożone stercząco – te z brzegu na boki, pośrodku ku górze tak, aby fryzura tworzyła kształt kuli. Nazwa pochodzi od amerykańskiego wyrażenia „Afro-Americans”, odnoszącego się do czarnoskórych Amerykanów.